# Schlumbergera
Genre
Classification phylogénétique
Schlumbergera est un genre de plantes à fleurs de la famille des Cactaceae.

## Description
Ce sont des plantes succulentes.

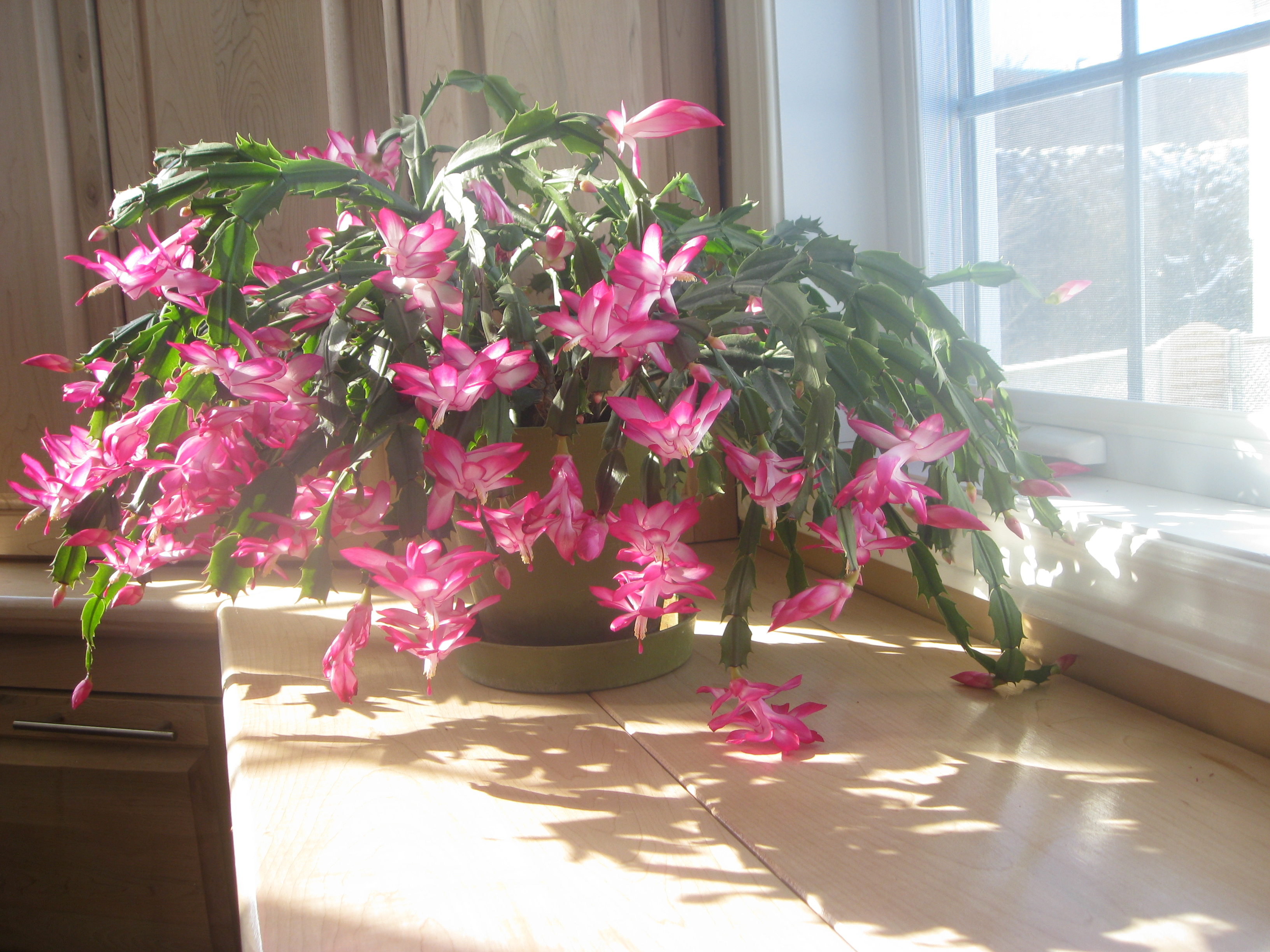
Cactus de Noël en floraison.

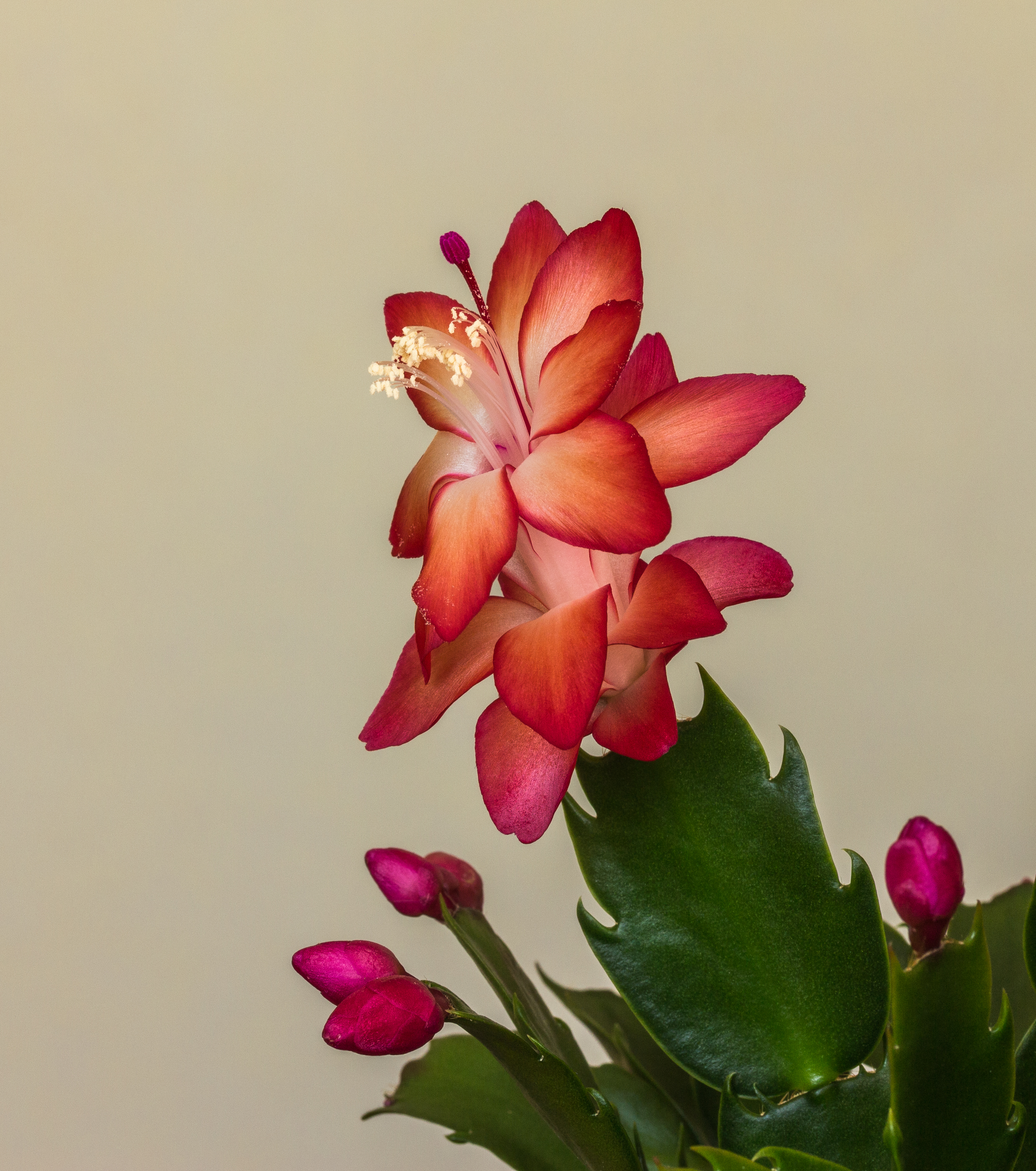
Fleur de Schlumbergera (cactus de Noël).

Ce genre est composé de six espèces, toutes à fleurs roses :
- Schlumbergera kautskyi (Horobin & McMillan) N. P. Taylor
- Schlumbergera microsphaerica (K. Schum.) Hövel
- Schlumbergera opuntioides (Loefgr. & Dusen) D. R. Hunt
- Schlumbergera orssichiana Barthlott & McMillan
- Schlumbergera russelliana (Hook.) Britton & Rose
- Schlumbergera truncata (Haw.) Moran

Il existe de nombreux hybrides, dont les fleurs sont de diverses couleurs : violet, rose, rouge, orangé ou blanc, parmi lesquels le fameux cactus de Noël,
- Schlumbergera × buckleyi (T. Moore) Tjaden

qui résulte du croisement de Schlumbergera truncata et Schlumbergera russelliana. Le cactus de Pâques, Hatiora gaertneri, appartient lui, au genre parent Hatiora.
Les tiges du Schlumbergera ressemblent à de petits écussons (Cladodes) joints les uns aux autres, et les fleurs éclosent d'aréoles situées à leur extrémité.

## Habitat
Ce sont des plantes épiphytes ou lithophytes.

## Répartition
Les espèces dont originaires de la zone néotropicale du Brésil.

## Étymologie
Le botaniste Charles Lemaire (1801-1871) a donné le nom de Schlumbergera à ce genre, en 1858, en hommage à Frédéric Schlumberger (1823-1893), collectionneur français de cactées et autres plantes grasses. Auparavant, les plantes de ce genre ont pu être classées parmi le genre Epiphyllum.

## Synonymes
Les noms de genre suivants sont considérés comme des synonymes de Schlumbergera et ne sont donc pas valides :
- Epiphyllanthus A.Berger
- Epiphyllum Pfeiff.
- Opuntiopsis Knebel (nom invalide)
- Zygocactus K.Schum.
- Zygocereus Frič & Kreuz.

## Culture

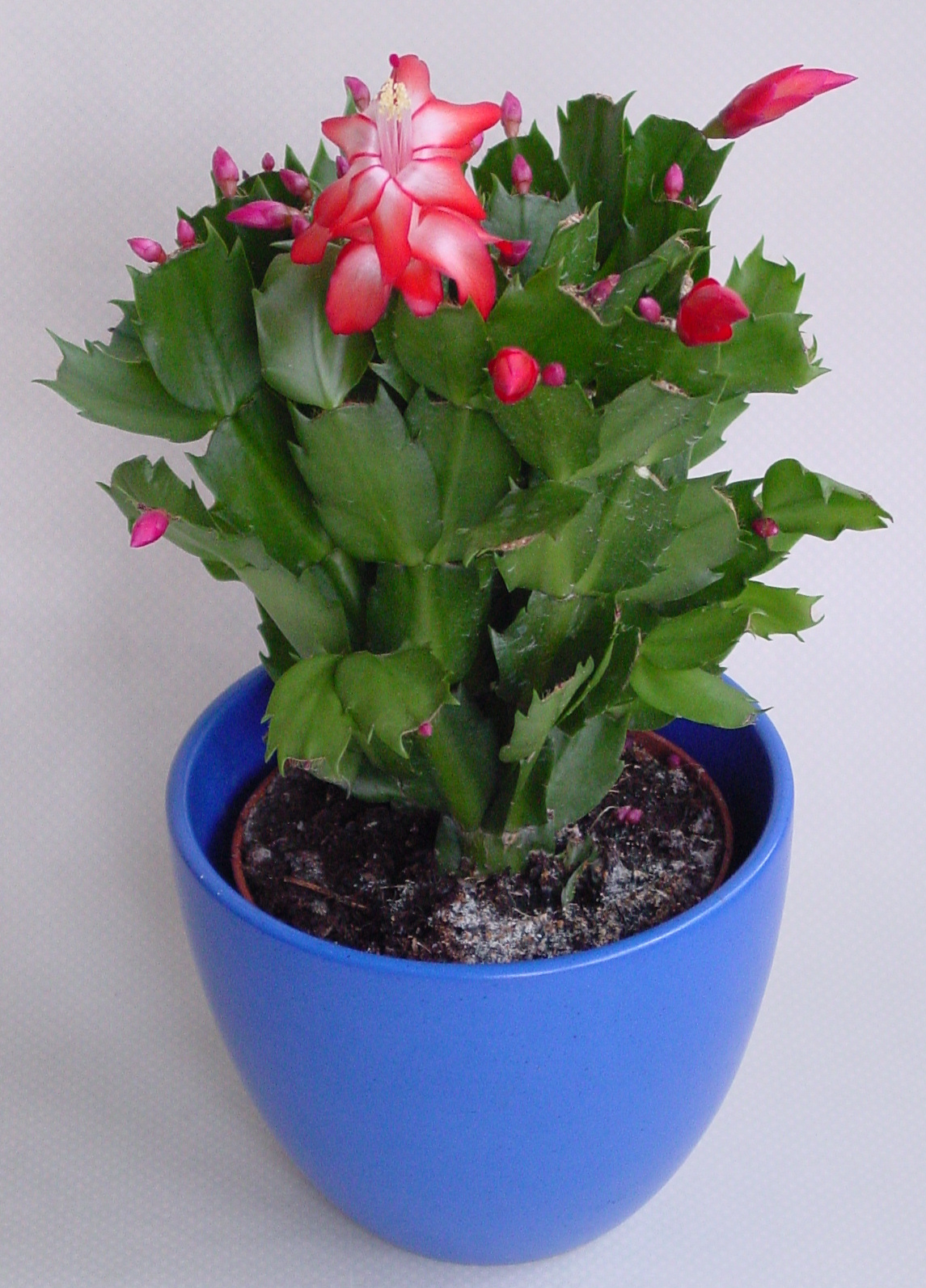
Jeune plant d'un membre du groupe S. Truncata ; dressé, debout, et donc plus pratique à vendre.

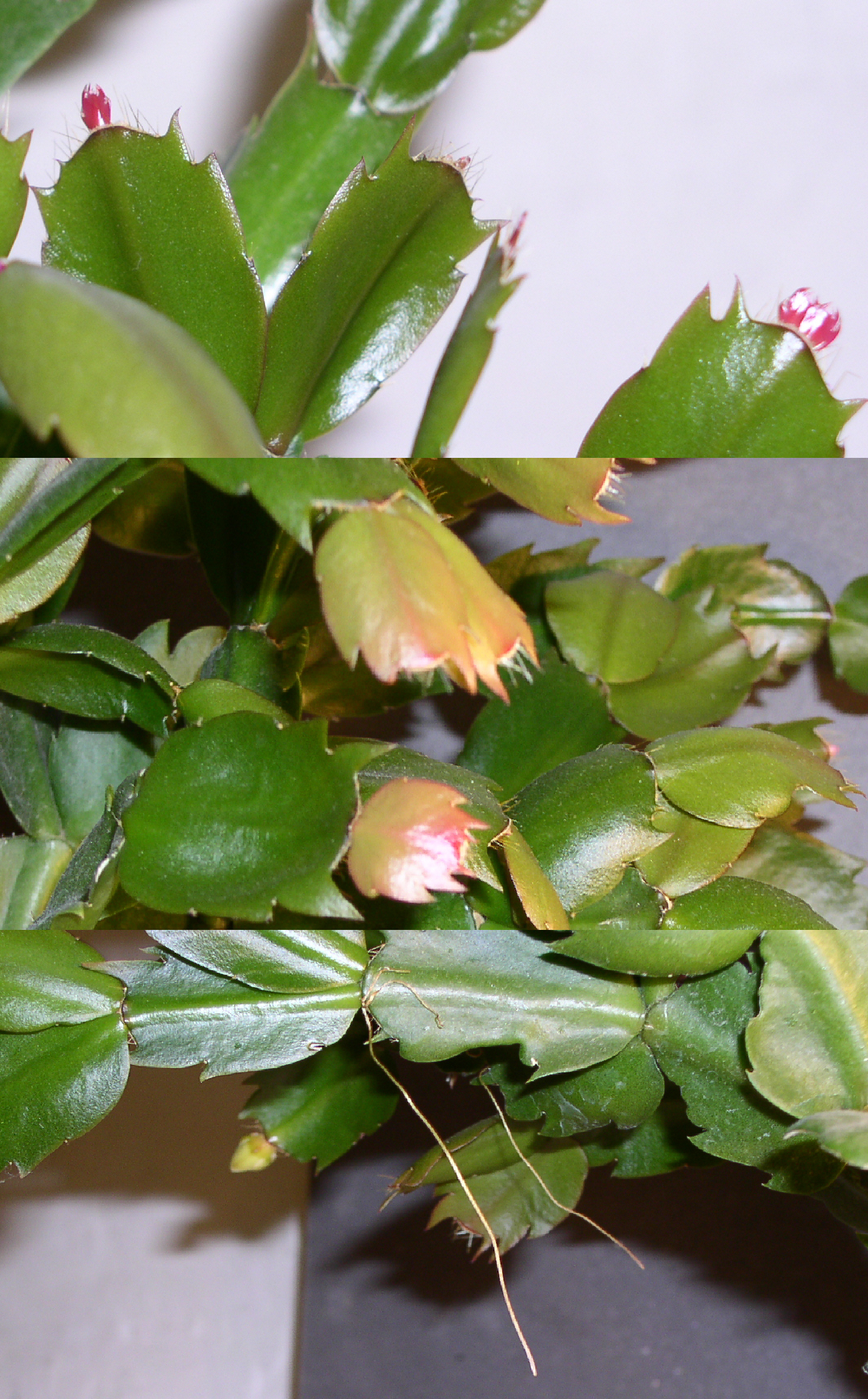
Schlumbergera nouvelle croissance. La vue supérieure montre la formation de nouveaux cladodes rouge vif, le centre indique une croissance en cours de maturation, la vue inférieure montre deux racines aériennes s'étendant vers le bas.

Les Schlumbergera sont sensibles à la durée de la nuit. Les boutons floraux commencent à se former et à se développer dès que les nuits rallongent suffisamment, c’est-à-dire au début de l'automne.
On peut évidemment reproduire ce phénomène artificiellement en mettant les plantes dans l'obscurité pendant un certain nombre d'heures, même s'il fait encore jour ; on obtient ainsi des floraisons décalées, et il n'est pas rare de pouvoir acheter ainsi dans les jardineries des Schlumbergera qui fleurissent précisément au moment où on a décidé de les mettre en vente, à n'importe quelle période de l'année.

### Soins à donner aux cultivars
Lorsqu'ils sont cultivés comme plantes d'intérieur, les cultivars  Schlumbergera  sont relativement faciles à entretenir. McMillan et Horobin décrivent en détail leur culture dans des conditions commerciales et domestiques. Leurs recommandations sont spécifiques :
- substrat : un substrat de culture riche et légèrement acide est utilisé pour la production commerciale, comme un mélange de tourbe et d'un matériau inerte (des graviers, du sable ou du polystyrène). Il est recommandé de cultiver les plantes dans des pots relativement petits. Les pots mi-hauteur conviennent ;
- arrosage : ils sont plus tolérants à la sécheresse que beaucoup de plantes d'intérieur, mais ils peuvent être endommagés à la fois par un arrosage insuffisant ou excessif. Garder le substrat de croissance juste humide tout au long de l'année, éviter les extrêmes ;
- lumière : ils peuvent être endommagés s'ils sont exposés à trop de lumière solaire. Les membres du groupe Buckleyi, tels que le vieux cactus de Noël avec des fleurs pendantes, sont plus tolérants aux niveaux de lumière élevés que les membres du groupe Truncata, comme la plupart des cultivars modernes. Trop de lumière provoque une coloration rougeâtre des tiges ; cependant, de très faibles niveaux de lumière empêcheront la floraison. La durée du jour est importante pour contrôler la floraison ; une obscurité continue pendant au moins 12 heures est nécessaire pour induire la formation de bourgeons. Il a été montré qu'une période d'environ 8 jours avec 16 heures d'obscurité à 16 °C provoquait la formation de boutons floraux. Les températures plus basses ralentissent ce processus. Le conseil parfois donné de diminuer l'eau pour produire des boutons floraux s'est révélé inexact ;
- multiplication : pour le commerce et à la maison, la multiplication peut être réalisée en utilisant de courts morceaux de tige, longs d'un à trois segments, tordus plutôt que coupés. Les boutures sont laissées à sécher pendant 1 à 7 jours, formant un callus à l'extrémité cassée, puis enracinées dans un milieu de culture ouvert. Des températures supérieures à 21 °C et jusqu'à 27 °C dans des conditions de jour long/ nuit courte accélèrent l'enracinement.